# Henry Darwin Rogers

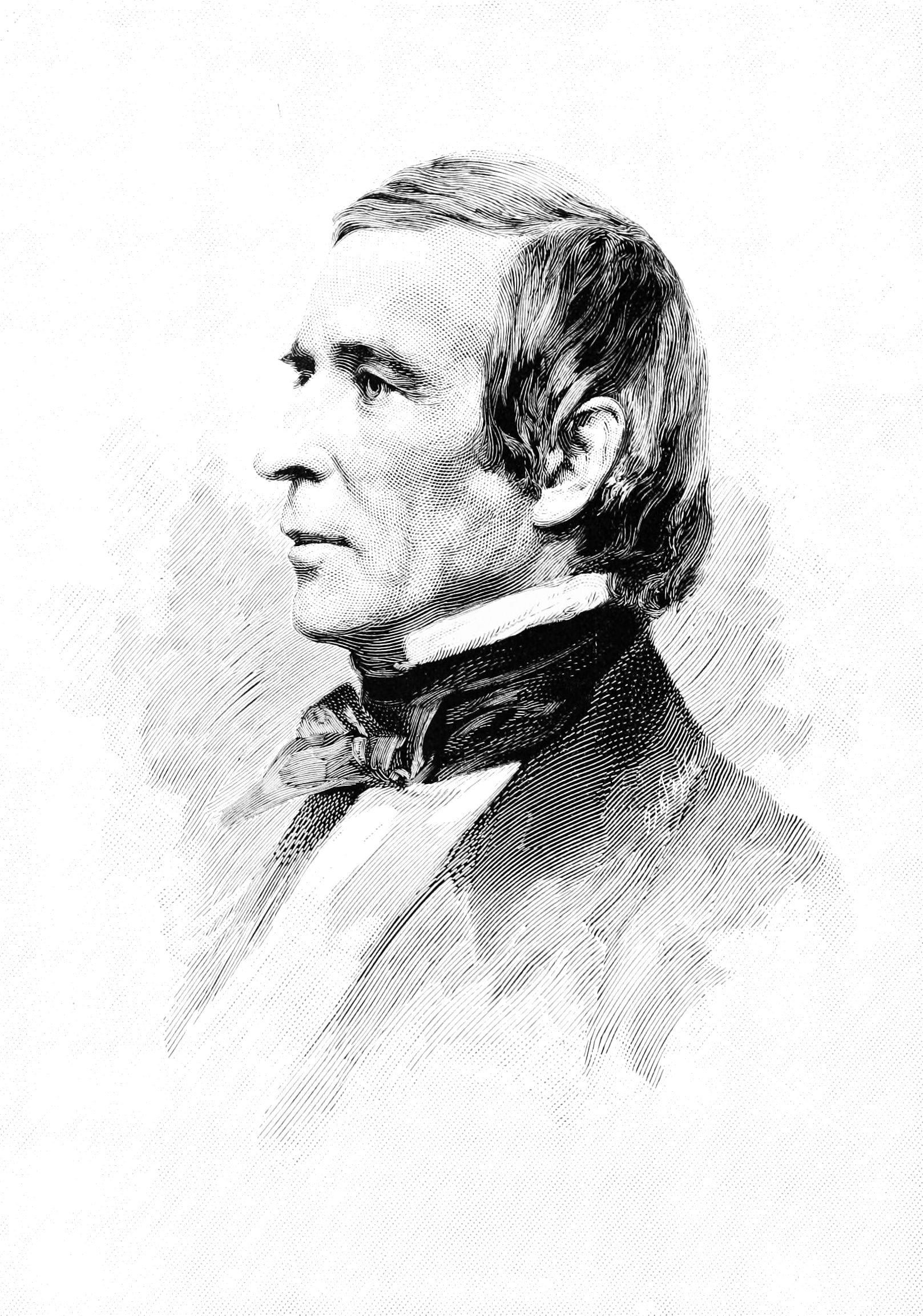
Henry Darwin Rogers, 1896

Henry Darwin Rogers (* 1. August 1806 in Philadelphia; † 29. Mai 1866 in Shawlands nahe Glasgow, Schottland) war ein US-amerikanischer Geologe, Hochschullehrer und Regius Professor of Natural History an der University of Glasgow.

## Leben
Rogers wurde in seinem Elternhaus schulisch erzogen und studierte am College of William & Mary in Williamsburgh im Südosten des Bundesstaats Virginia, USA. 1930/31 arbeitete er als Professor für Chemie und Naturgeschichte am Dickinson College in Carlisle. Er verließ die Vereinigten Staaten, um seine Ausbildung in London zu erweitern. Nach seiner Rückkehr hielt er 1833/34 Vorlesungen am Franklin Institute in Philadelphia. Ab 1835 hielt er eine Professur an der University of Pennsylvania. Im gleichen Jahr begann er eine geologische und mineralogische Aufnahme des pennsylvanischen Staatsgebiets. Die Aufnahme wurde 1841 bis 1851 aus einem Mangel an Mitteln unterbrochen. Den Zwischenstand schloss Rogers mit einem umfassenden Bericht 1840 ab. Rogers arbeitete für verschiedene Kohlenminen, bis er 1851 die Aufnahme der Staatsgeologie fortsetzte. Von 1836 bis 1842 und erneut von 1851 bis 1854 war er Staats-Geologe von Pennsylvania. 1845 wurde Rogers in die American Academy of Arts and Sciences gewählt.
1855 ging er nach Edinburgh, wo er den letzten Teil seiner geologischen Arbeiten vollendete, The Geology of Pennsylvania, a Government Survey.
Von 1857 bis zu seinem Tod, 1866, war er Regius Professor of Natural History an der University of Glasgow. 1856 wurde er als Ehrenmitglied (Honorary Fellow) in die Royal Society of Edinburgh aufgenommen. Henry Darwins Bruder, William Barton Rogers war der Gründer des Massachusetts Institute of Technology.

## Bibliografie
- 1840: Description of the Geology of the State of New Jersey
- 1844: Address delivered at the meeting of the Association of American Geologists and Naturalists, vorgetragen in Washington, Mai 1844
- 1858: The Geology of Pennsylvania, a Government Survey

## Biografie
- Patsy Gerstner (2016) Henry Darwin Rogers, 1808 - 1866 - American Geologist; The University of Alabama Press; ISBN 9780817388409
- W. S. W Ruschenberger, A sketch of the life of Robert E. Rogers, M.D., LL. D. : with biographical notices of his father and brothers
- J. W Gregory (1916) Henry Darwin Rogers ... an address to the Glasgow university geological society, 20th January